# Curva ABC
A curva de experiência ABC, também chamada de análise de Pareto ou regra 80/20, é um método de categorização de estoques, cujo objetivo é determinar quais são os produtos mais importantes de uma empresa. Foi desenvolvido pelo consultor de qualidade romeno-americano Joseph Moses Juran, que verificou que 80% dos problemas são geralmente causados por 20% dos fatores. O nome "Pareto" é uma homenagem ao economista italiano Vilfredo Pareto, que em um estudo observou que 80% das riquezas são concentradas nas mãos de 20% da população, sendo que boa parte do entendimento da curva ABC se deve a esse estudo de Pareto.

## Administração
A curva ABC é um método de classificação de informações, para que se separem os itens de maior importância ou impacto, os quais são normalmente em menor número (Carvalho, 2002, p. 226). 
Trata-se de classificação estatística de materiais, baseada no princípio de Pareto, em que se considera a importância dos materiais, baseada nas quantidades utilizadas e no seu valor. Também pode ser utilizada para classificar clientes em relação aos seus volumes de compras ou em relação à lucratividade proporcionada; classificação de produtos da empresa pela lucratividade proporcionada, etc.
No que diz respeito à análise de clientes, a curva ABC serve para analisar a dependência ou risco face a um cliente, ou ainda para que tipo de clientes a organização se deve focar. Consiste em ordenar os clientes por ordem decrescente da sua contribuição para a empresa, de modo a se poder segmentar por grau de dependência, de risco ou ainda por outro critério a definir.
Numa organização, a curva ABC é muito utilizada para a administração de estoques, mas também é usada para a definição de políticas de vendas, para estabelecer prioridades, para a programação de produção, etc. Para a administração de estoques, por exemplo, o administrador a usa como um parâmetro que informa sobre a necessidade de aquisição de itens - mercadorias ou matérias-primas - essenciais para o controle do estoque, que variam de acordo com a demanda do consumidor.
Na avaliação dos resultados da curva ABC, percebe-se o giro dos itens no estoque, o nível da lucratividade e o grau de representação no faturamento da organização. Os recursos financeiros investidos na aquisição do estoque poderão ser definidos pela análise e aplicação correta dos dados fornecidos com a curva ABC (Pinto, 2002, p. 142).

## Parâmetros de observação da curva ABC

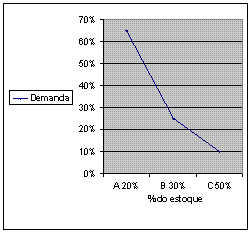
Curva ABC

A curva ABC, no caso de administração de estoques, apresenta resultados da demanda de cada item nas seguintes áreas;
- giro no estoque;
- proporção sobre o faturamento no período;
- margem de lucro obtida.

Os itens são classificados como (Carvalho, 2002, p. 227): 
- de Classe A: de maior importância, valor ou quantidade, correspondendo a 20% do total (podem ser itens do estoque com uma demanda de 65% num dado período);
- de Classe B: com importância, quantidade ou valor intermediário, correspondendo a 30% do total (podem ser itens do estoque com uma demanda de 25% num dado período);

- de Classe C: de menor importância, valor ou quantidade, correspondendo a 50% do total (podem ser itens do estoque com uma demanda de 10% num dado período).

Os parâmetros acima não são uma regra matematicamente fixa, pois podem variar de organização para organização nos percentuais descritos.A definição das classes A, B e C obedece apenas a critérios de bom senso e conveniência dos controles a serem estabelecidos e é definida pelo gestor. 
O que importa é que a análise destes parâmetros propicia o trabalho de controle de estoque do analista cuja decisão de compra pode se basear nos resultados obtidos pela curva ABC. Os itens considerados de Classe A merecerão um tratamento preferencial. Assim, a conseqüência da utilidade desta técnica é a otimização da aplicação dos recursos financeiros ou materiais, evitando desperdícios ou aquisições indevidas e favorecendo o aumento da lucratividade.